# Епархия Рагузы
Епархия Рагузы (лат. Dioecesis Ragusiensis) — епархия Римско-католической церкви с центром в городе Рагуза, Италия. Епархия Рагузы входит в митрополию Сиракузы. Кафедральным собором епархии Рагузы является церковь святого Иоанна Крестителя в городе Рагуза.

## История
6 мая 1950 года Римский папа Пий XII издал буллу Ad dominicum gregem, которой учредил епархию Рагузы, выделив её из архиепархии Сиракузы. В этот же день епархия Рагузы была объединена aeque principaliter с архиепархией Сиракузы.
1 октября 1955 года Римский папа Пий XII издал буллу Quamquam est christianae, которой выделил епархию Рагузы из архиепархии Сиракузы, присоединив к ней часть территории епархии Ното.

## Ординарии епархии
- епископ Francesco Pennisi (1.10.1955 — 1974);
- епископ Angelo Rizzo (2.02.1974 — 16.02.2002);
- епископ Paolo Urso (16.02.2002 — по настоящее время).

## Источник
- Annuario Pontificio, Libreria Editrice Vaticana, Città del Vaticano, 2003, ISBN 88-209-7422-3
- Булла Ad dominicum gregem, AAS 42 (1950), стр. 622  (лат.)
- Bolla Quamquam est christianae, AAS 47 (1955), стр. 851  (лат.)